# Mieczysław Groszek

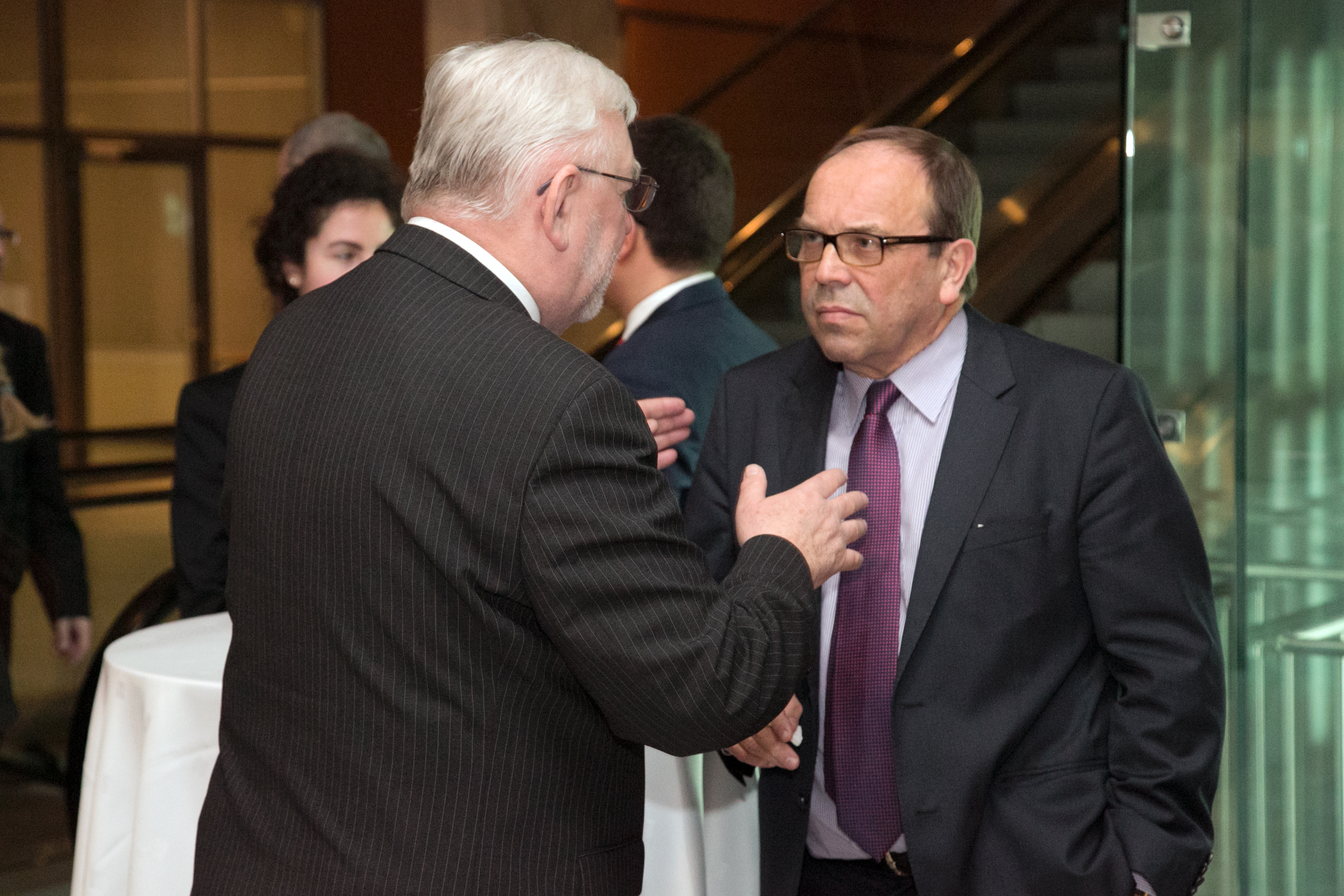
Mieczysław Groszek (rechts) im Gespräch mit Jerzy Stępień anlässlich der Präsentation der Galeria Chwały Polskiej Ekonomii in der Warschauer Börse im Frühjahr 2014

Mieczysław Karol Groszek (* 1951) ist ein polnischer Bankmanager und Mitglied des Vorstandes des Verbandes polnischer Banken (Związek Banków Polskich).

## Leben
Groszek studierte ab 1973 an der Szkoła Główna Planowania i Statystyki (heute: SGH) in Warschau. Er promovierte und arbeitete als Assistenzprofessor an der wirtschaftswissenschaftlichen Fakultät der Universität bis 1991.
Seit den frühen 1990er Jahren ist Groszek im polnischen Bankenwesen tätig. Er bekleidete Vorstandsfunktionen in der Bank Własności Pracowniczej SA (heute die polnische Tochtergesellschaft der Nordea Bank), der Polski Bank Rozwoju SA und der BRE Bank (bis Ende 1999); ab Dezember 2000 fungierte er als Vorstandsvorsitzender der deutsch-polnischen MHB Mitteleuropäischen Handelsbank AG in Frankfurt am Main. Von 2002 bis 2010 war er Geschäftsführer bei der BRE Leasing Sp. z o. o. Seit Dezember 2010 ist er als Mitglied des Vorstandes des Polnischen Bankenverbandes tätig, den er auch in der European Banking Federation in Brüssel vertritt. Bereits im Jahr 2008 wurde er in den Vorstand des europäischen Spitzenverbandes nationaler Verbände von Leasinganbietern, Leaseurope, gewählt. Er ist Vorsitzender der Stiftung für rationelle Energieversorgung.
Außerdem ist oder war der Manager in den Aufsichtsräten vieler Firmen und Institutionen (Bank Ochrony Środowiska S.A., TiUR Warta, TFI Skarbiec, PTE Skarbiec, PTP KB, Skanska Poland oder der Krajowa Izba Rozliczeniowa S.A.) vertreten.
Groszek ist Mitglied der Jury von Galeria Chwały Polskiej Ekonomii. Er ist Autor zahlreicher wissenschaftlicher Publikationen und regelmäßiger Sprecher auf Fachkongressen. Häufig tritt er auch in TV-Wirtschaftssendungen auf und ist gesuchter Interviewpartner für die polnische Wirtschaftspresse. Groszek ist verheiratet und hat zwei erwachsene Kinder.

## Werke
- Mieczysław Groszek et al., Restrukturyzacja finansowa przedsiębiorstw i banków, Polnisches Finanzministerium, Warschau 1993